# Кетелеерия
Кетелее́рия (лат. Keteleeria) — род хвойных вечнозелёных деревьев семейства Сосновые (Pinaceae). Назван в честь французского садовода Ж. Б. Кетелеера (1813—1903). 
Насчитывает 3 вида вечнозелёных высоких деревьев (до 35 м высотой) с красивой кроной.
В природе встречаются в южном Китае на Тайване, в северном Лаосе и Вьетнаме.

## Описание
Крона, как правило, конусовидная, у старых деревьев плосковершинная. Кора стволов толстая, серая, трещиноватая.
Почки овальные или округлые, не смолистые. Листья игловидные (хвоя), плоские, сверху блестящие, тёмно-зелёные, снизу с двумя широкими светлыми полосками, 1,5—7 см длиной и 2—4 мм шириной, с выступающей центральной жилкой.
Растения голосеменные, однодомные. Женские цветки развиваются и образуют шишки, которые после опыления (ветром) разрастаются прямостоячими, 6—22 см длиной, и созревают через 6—8 месяца после опыления. Опадают целиком и не распадающимся на отдельные чешуи.
Семена с вместилищами смолы, крылатые; крыло, блестящее, грубое, такой же длины, как и семенная чешуя, при созревании шишки высовывающееся наружу верхним краем.
Древесина заболонная, твёрдая, умеренно тяжёлая, желтовато-коричневая, с красноватым оттенком. Годичные кольца хорошо заметны, переход от ранней к поздней древесине резкий. Поздняя древесина значительно шире и темнее, чем ранняя
Отличительной чертой всех видов кетелеерии является наличие в их древесине только вертикальных смоляных ходов при отсутствии горизонтальных.

## Виды
Род насчитывает три вида:
- Keteleeria davidiana (Bertrand) Beissn. — Кетелеерия Давида
- Keteleeria evelyniana Mast.
- Keteleeria fortunei (A.Murray bis) Carrière typus[1] — Кетелеерия Форчуна